# 쥬라기 공원: 더 라이드

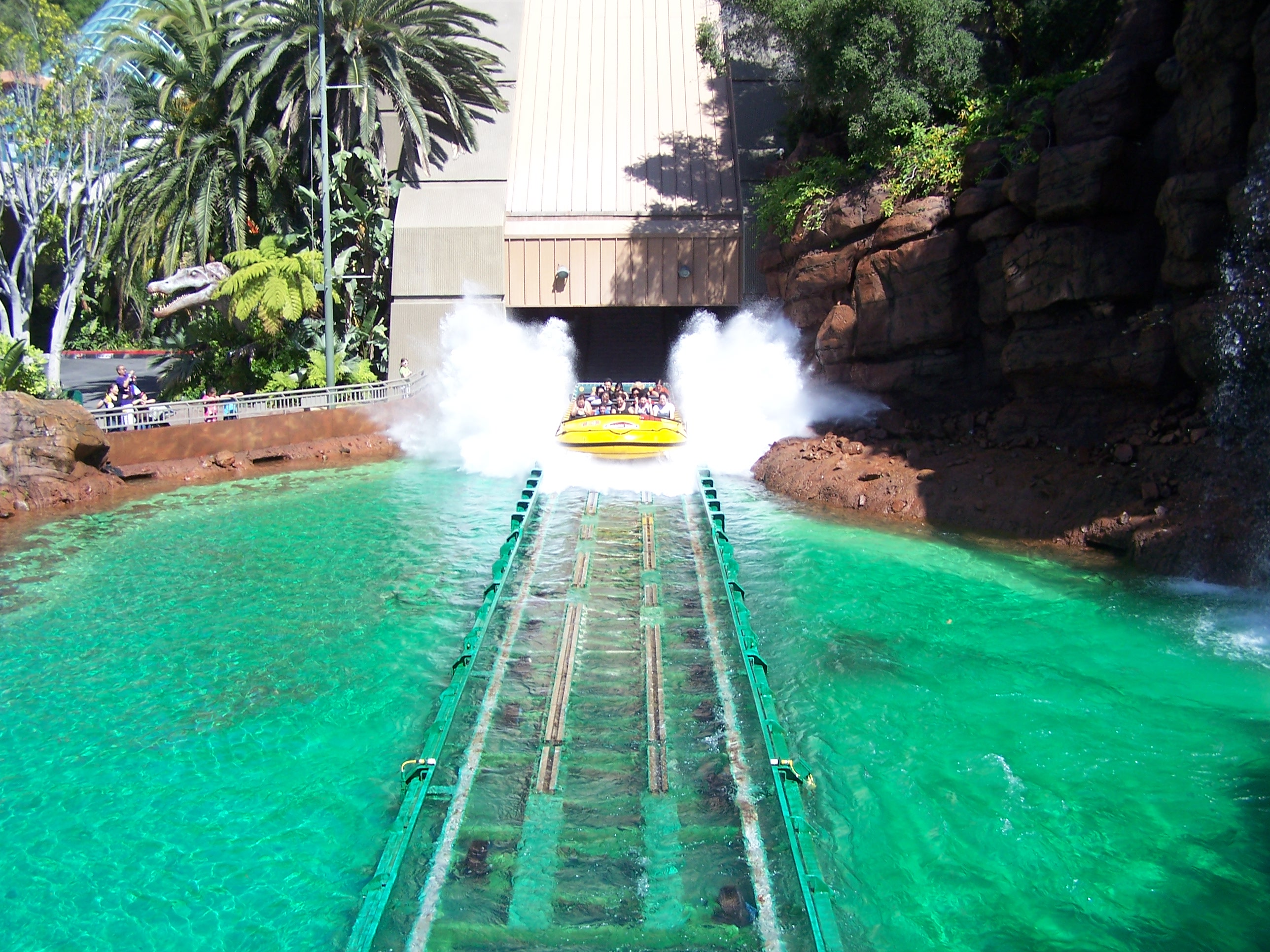

쥬라기 공원 더 라이드는 일본 오사카부 오사카시 유니버설 스튜디오 재팬에 있는 놀이기구로, 후룸라이드를 타고 돌아다닌다. 쥬라기 공원을 탐험하는 것처럼 느껴지며, 도중 물이 많이 튄다. 일본 뿐만 아니라 LA, 올랜도, 싱가포르, 두바이 리조트에도 있다.

## 같이 보기
- 쥬라기 공원